# ساساگوری، فوکوئوکا
ساساگوری، فوکوئوکا (به لاتین: Sasaguri, Fukuoka) یک منطقهٔ مسکونی در ژاپن است که در استان فوکوئوکا واقع شده‌است. ساساگوری ۳۱٬۲۱۳ نفر جمعیت دارد.